# Chợ Yaeum
Chợ Yaeum là chợ đường phố truyền thống ở Nam-gu, Ulsan, Hàn Quốc. Được thành lập vào năm 1976, ngày nay chợ có hơn 210 cửa hàng bán trái cây, rau, thịt, cá, bánh mì, quần áo và các mặt hàng y học cổ truyền Hàn Quốc. Chợ cũng có nhiều nhà hàng nhỏ và quầy bán thức ăn đường phố.

## Cải tạo phục hồi
Do sự xuất hiện của những cửa hàng đại hạ giá ở Ulsan, chính quyền thành phố đã bắt đầu một sáng kiến phục hồi chợ vào giữa thập niên 2000 để cải thiện cơ sở hạ tầng xung quanh các chợ truyền thống của Ulsan trong một nỗ lực nhằm duy trì không gian truyền thống. Việc cải tạo chợ Yaeum hoàn thành vào tháng 10 năm 2005 và bao gồm việc lắp đặt một mái vòm dài 300 m, rộng 8 m để giúp người mua sắm không bị ướt khi trời mưa. Chi phí của dự án này là 317.000.000 Won (tương đương 317.000 đô la Mỹ thời giá năm 2005).